# مطار وهاي
مطار هاي (بالإنجليزية: Wuhai Airport)‏ و(بالصينية: 乌海机场) (إياتا: WUA، إيكاو: ZWUH) مطار عام يقع بمدينة وهاي في منغوليا الداخلية في الصين. يبلغ طول المدرج 2600 م .

## شركات الطيران والوجهات
| شركـات طيـران         | الوجهات |
| --------------------- | --- |
| طيران الصين           | مطار بكين داشينغ الدولي |
| خطوط شرق الصين الجوية | مطار شانغهاي هونغكياو الدولي |
| Chongqing Airlines    | مطار تشونغتشينغ جيانغبى الدولي، مطار هوهوت بايتا الدولي                                                                            |
| خطوط هاينان الجوية    | مطار بكين العاصمة الدولي، مطار قوانغتشو باييون الدولي، مطار هانغتشو شياوشان الدولي، مطار شيان شيانيانغ الدولي، مطار تشنغتشو الدولي |
| Hebei Airlines        | مطار شيجياتشوانغ تشنغدينغ الدولي، مطار تانغشان سانوهي                                                                              |
| سبرينغ (شركة طيران)   | مطار ووهان تيانهي الدولي |
| West Air ‏             | مطار تشنغتشو الدولي |

## وصلات خارجية
- http://www.flightstats.com/go/Airport/airportDetails.do?airportCode=WUA